# Conferenza di Genova

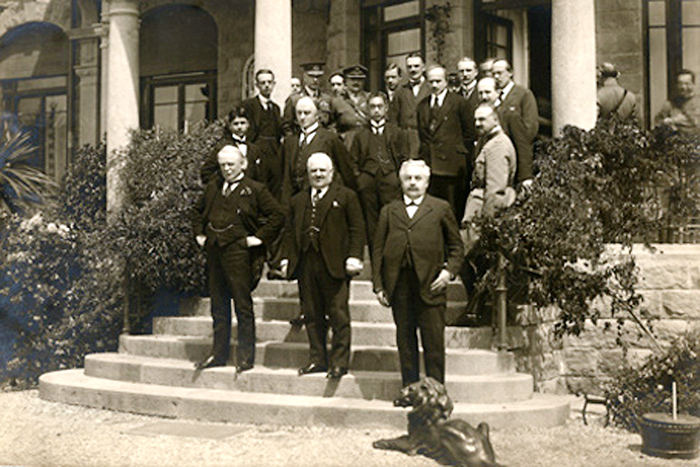
La conferenza di Genova del 1922

La conferenza di Genova è stata un insieme di incontri tra potenze mondiali, con lo scopo di discutere gli assetti economici successivi agli sconvolgimenti della prima guerra mondiale.
Ebbe luogo nel capoluogo ligure dal 10 aprile al 19 maggio 1922; vide partecipare un totale di 34 Paesi.

## Temi principali
Il 6 gennaio 1922, il Consiglio Supremo degli Alleati in riunione presso Cannes aveva approvato una proposta di Lloyd George, primo ministro inglese, decidendo la convocazione a Genova di una conferenza economica internazionale. L'obiettivo di tale incontro sarebbe stato il discutere le misure per la ricostruzione europea in seguito alla prima guerra mondiale e i metodi di avvicinamento delle economie europee capitalistiche all'economia del blocco socialista capitanato dalla RSFS Russa, che si sarebbe costituito nell'Unione Sovietica nel dicembre dello stesso anno.
Su proposta delle banche centrali fu raccomandato il ritorno al gold standard, che era stato lasciato cadere per stampare moneta durante il conflitto.
Sotto il gold bullion standard (standard dei lingotto d'oro), i cittadini della Gran Bretagna e di poche altre nazioni europee potevano scambiare le proprie banconote con barre d'oro.
Il suo ispiratore proponeva di trovare una soluzione a due grandi problemi: l'inserimento della Germania nella vita europea e il problema dell'Unione Sovietica, il cui totale distacco dall'Europa non si dava per scontato. Questo progetto così ambizioso non riuscì, sia per la portata della sua aspirazione che presupponeva un radicale mutamento della politica francese nei confronti della Germania, sia perché le questioni erano troppo complesse per un progetto tutto sommato improvvisato.